# インクポット賞
インクポット賞（インクポットしょう、Inkpot Award）は、1974年からコミコン・インターナショナルによって毎年授与される賞。毎年開かれる「サンディエゴ・コミコン」の開会中に、漫画本、コミック・ストリップ、アニメーション、サイエンス・フィクションやその他の大衆文化に関連する職業人に授与される。

## 年別の受賞者
出典: 1974年-2007年、1974年-2011年、1974年-2013年

### 1974年
- フォレスト・J・アッカーマン
- レイ・ブラッドベリ
- フランク・キャプラ
- ジューン・フォーレイ
- チャック・ジョーンズ
- ジャック・カービー
- スタン・リー
- チャールズ・M・シュルツ

### 1975年
- ロバート・ブロック
- エドガー・ライス・バローズ
- ウィル・アイズナー
- ジョージ・パル
- ロッド・サーリング
- ジェリー・シーゲル
- シオドア・スタージョン

### 1976年
- ニール・アダムス
- メル・ブランク

### 1977年
- カール・バークス
- レスター・デント
- ロバート・A・ハインライン
- ハーヴェイ・カーツマン
- ジョージ・ルーカス
- スタンリー・ラルフ・ロス

### 1978年
- バーン・ホガース
- クラレンス・ナッシュ

### 1979年
- H・R・ギーガー
- カール・メイセック
- ラリー・ニーヴン
- ジェリー・パーネル
- ジョン・ロミータ・Sr

### 1980年
- 手塚治虫
- アダム・ウェスト

### 1981年
- フランク・ミラー
- モンキー・パンチ

### 1982年
- マックス・アラン・コリンズ
- ウォルター・ケーニッヒ
- フランク・マーシャル
- スティーヴン・スピルバーグ

### 1983年
- ダグラス・アダムズ
- ドン・ブルース

### 1984年
- グレッグ・ベア
- オリー・ジョンストン
- フランク・トーマス

### 1985年
- ベン・ボーヴァ
- デイヴィッド・ブリン
- アラン・ムーア
- ダン・オバノン

### 1986年
- ポール・アンダースン
- マリオン・ジマー・ブラッドリー
- ジャン・ジロー
- ハービー・ピーカー

### 1987年
- スティーヴ・ディッコ[Note 1]
- ハーラン・エリスン
- ウォード・キンボール
- ロバート・シルヴァーバーグ
- アート・スピーゲルマン

### 1988年
- ロバート・アスプリン
- レイモンド・E・フィースト
- マット・グレイニング
- ジョージ・R・R・マーティン

### 1989年
- ロバート・クラム
- ウォルト・ケリー
- シド・ミード
- アンドレ・ノートン

### 1990年
- ジム・ヘンソン

### 1991年
- クライヴ・バーカー
- ニール・ゲイマン
- ドクター・スース
- ジョー・ホールドマン
- スタン坂井

### 1992年
- フランシス・フォード・コッポラ
- レイ・ハリーハウゼン
- ジム・リー
- ミロ・マナラ
- トッド・マクファーレン
- ヴァーナー・ヴィンジ

### 1993年
- マイケル・ウィーラン
- ロジャー・ゼラズニイ

### 1994年
- ジョン・ロミータ・Jr
- ルーシャス・シェパード
- ミッキー・スピレイン
- J・マイケル・ストラジンスキー
- 高橋留美子

### 1995年
- ロジャー・コーマン
- 池上遼一

### 1996年
- フランソワ・スクイテン

### 1997年
- テリー・ブルックス
- マイケル・ムアコック

### 1998年
- ロレンツォ・マトッティ
- ジョー・サイモン
- 武内直子

### 1999年
- サミュエル・R・ディレイニー

### 2000年
- ルイス・トロンダイム

### 2001年
- ジョー・R・ランズデール

### 2003年
- ラリー・リーバー

### 2004年
- ハリイ・ハリスン
- マイク・ミニョーラ
- ビル・プリンプトン

### 2006年
- ピーター・S・ビーグル
- アート・クローキー
- 小池一夫
- 辰巳ヨシヒロ

### 2007年
- ディヴィッド・マレル
- F・ポール・ウィルソン

### 2008年
- ラルフ・バクシ
- 久保帯人
- コニー・ウィリス

### 2009年
- テリー・ギリアム
- ジョン・ラセター
- 宮崎駿[5]

### 2010年
- ブライアン・マイケル・ベンディス
- 萩尾望都[5]
- シャーレイン・ハリス
- ミロ・マナラ

### 2011年
- 合田経郎
- シーモア・クワスト
- スティーヴン・スピルバーグ

### 2012年
- ピーター・F・ハミルトン
- ロバート・カークマン
- エリック・ラーセン
- ウィルス・ポータシオ
- アーノルド・シュワルツェネッガー

### 2013年
- ブルース・ティム

### 2014年
- ジュリー・ニューマー
- ブノワ・ペータース
- ジョー・カザーダ
- サム・ライミ
- ドン・ローザ
- バート・ウォード

### 2015年
- グレッグ・カプロ
- ルイス・ロヨ
- 高橋和希
- ジョーネン・バスケス

### 2016年
- ジェイソン・アーロン
- リュック・ベッソン
- ベン・ダン
- ウィリアム・ギブスン
- マイク・ジャッジ
- 日下秀憲
- 弐瓶勉
- 山本サトシ

### 2017年
- ケヴィン・ファイギ
- ロビン・ホブ
- ジェフ・ローブ
- R・L・スタイン

### 2018年
- 天野喜孝
- コリイ・ドクトロウ
- デボラ・ハークネス
- ニシェル・ニコルズ
- ケヴィン・スミス

### 2019年
- ジョナサン・ヒックマン
- パコ・ロカ
- スコット・スナイダー
- クリス・ウェア